# Alphonse de Riquet de Caraman Chimay
Victor Joseph Alphonse Frédéric de Riquet de Caraman Chimay (Parijs, 21 februari 1844 - aldaar, 12 februari 1928) was een Belgisch volksvertegenwoordiger.

## Biografie

### Familie
Alphonse de Riquet de Caraman Chimay was een telg van de prinselijke tak van de familie De Riquet de Caraman. In 1865 verkreeg hij het recht om zich "prins van Chimay" te noemen. Hij was een kleinzoon van François-Joseph de Riquet de Caraman Chimay en een neef van Joseph de Riquet de Caraman Chimay.
Hij was een zoon van Michel-Alphonse de Riquet, graaf van Caraman en Chimay, (1810-1865) en Rosalie de Riquet de Caraman (1814-1872). Hij trouwde in 1876 in Parijs met Gabrielle Lejeune (1887-1914), gravin de San Rocco. Na de echtscheiding en de annulering, hertrouwde hij in 1898 in Schuttrange met Mathéa Le Jeune de Münsbach (1871-1964), dochter van Jules Le Jeune, advocaat, hoogleraar aan de Université libre de Bruxelles, gemeenteraadslid van Elsene, minister van Justitie, senator en minister van Staat. Uit het eerste huwelijk had hij een zoon, uit het tweede een zoon en een dochter.

### Loopbaan
In 1867-1870 behoorde hij tot de Belgische diplomatie en was ambassadesecretaris in Londen.
In 1878 werd hij verkozen tot liberaal volksvertegenwoordiger voor het arrondissement Thuin en vervulde dit mandaat tot in 1882.
In 1905 werd hij gemeenteraadslid van Chimay.